# Nik'oloz Tskit'ishvili
Nik'oloz Tskit'ishvili (in georgiano ნიკოლოზ ცქიტიშვილი?; Tbilisi, 14 aprile 1983) è un ex cestista georgiano, professionista nella NBA, in Europa ed in Asia.

## Carriera
Muove i primi passi da cestista professionista in Georgia con il Sukhumi dove gioca dal 1997 al 1999. Dal 1999 al 2001 si trasferisce in Slovenia nello Slovan Lubiana. Scoperto da Maurizio Gherardini, viene lanciato dalla Benetton Treviso dove dimostra, nel campionato italiano le sue doti di tiratore da tre e di rimbalzista. Arriva a Treviso nel gennaio 2002. In estate è scelto nel Draft NBA come numero 5 dai Denver Nuggets. Nel febbraio 2005 viene acquistato con Rodney White dai Golden State Warriors, in cambio di Eduardo Nájera e Flores. Lascia dopo appena dodici partite.
Divenuto free agent nell'estate 2005 passa ai Minnesota Timberwolves. A metà della stagione 2005-06 (esattamente il 27 gennaio 2006) viene acquistato dai Phoenix Suns. A giugno 2006 viene preso dai Portland Trail Blazers, che lo tagliano dopo appena cinque giorni. Ad ottobre è contattato dai New York Knicks, e viene tesserato per appena venti giorni. Successivamente, passa alla Caja San Fernando, Liga ACB, per costruirsi credibilità dopo la tanta panchina in NBA.
È poi ingaggiato in serie A italiana dal Teramo Basket per l'anno 2007-08.
Il 28 ottobre 2008 ha firmato un contratto di tre mesi con la squadra spagnola del Fuenlabrada. La seconda parte della stagione 2008-2009 la disputa con i greci del PAOK Salonicco BC. Nel 2009-10 ritorna in Spagna con il Fuenlabrada. Nell'agosto del 2010 firma per il San Sebastián Gipuzkoa BC.

## Palmarès
- Campionato italiano: 1

Pall. Treviso: 2001-02